# Ceresium illidgei
Ceresium illidgei är en skalbaggsart som beskrevs av Blackburn 1901. Ceresium illidgei ingår i släktet Ceresium och familjen långhorningar. Inga underarter finns listade i Catalogue of Life.